# Faget-Abbatial
Faget-Abbatial is een gemeente in het Franse departement Gers (regio Occitanie) en telt 224 inwoners (2004). De plaats maakt deel uit van het arrondissement Auch.

## Geografie
De oppervlakte van Faget-Abbatial bedraagt 16,8 km², de bevolkingsdichtheid is 13,3 inwoners per km².
De onderstaande kaart toont de ligging van Faget-Abbatial met de belangrijkste infrastructuur en aangrenzende gemeenten.

## Demografie
Onderstaande figuur toont het verloop van het inwonertal (bron: INSEE-tellingen).